# Plectranthus fruticosus
Espèce
Plectranthus fruticosus est une espèce de plantes à fleurs de la famille des Lamiaceae, originaire d'Afrique du Sud. Cette plante odorante peut être cultivée en pot ; elle peut atteindre deux mètres de hauteur, ce qui en fait dans son milieu d'origine un arbuste à feuilles persistantes, avec des feuilles arrondies et velues, et des épis de fleurs bleues ou mauves en été.

## Habitat, répartition
Quand elle est native, cette plante pousse dans toutes les régions du Cap-Occidental et du Limpopo, profitant des conditions humides et de l'ombre tachetée de lumière de la lisière forestière.

## Culture
Elle a aussi une longue histoire de culture en Europe, où elle nécessite une protection hivernale dans les régions à hiver froid. Plusieurs cultivars sont disponibles, dont le 'James' à fleurs roses qui a remporté le prix du mérite du jardin de la Royal Horticultural Society,.

## Toxicité
Les feuilles de cette plante présentent une certaine toxicité en raison de leur teneur en acétate de sabinyl (molécule trouvée dans l'huile essentielle de Plectranthus fruticosus (plus de 60 % de l'huile essentielle). Un extrait de cette huile testée sur le rat Wistar (de laboratoire) a montré un effet antifertilité et anti-implantation de l'embryon et un effet tératogène chez l'embryon comme chez le fœtus (avec absence d'yeux principalement),.

## Dénomination
Cette plante porte le nom vernaculaire anglais de Forest spurflower, qui peut se traduire par « fleur à éperon des forêts ».

## Systématique
Le nom correct complet (avec auteur) de ce taxon est Plectranthus fruticosus L'Hér..
Plectranthus fruticosus a pour synonymes :
- Germanea urticifolia Lam.
- Plectranthus arthropodus Briq.
- Plectranthus behrii Compton
- Plectranthus charianthus Briq.
- Plectranthus galpinii Schltr.
- Plectranthus peglerae T.Cooke
- Plectranthus urticifolius (Lam.) Salisb.

### Étymologie
Son épithète spécifique dérive du latin fruticosus, « arbustif ».